# Нестеренко, Кирилл Александрович (футболист)
Кири́лл Алекса́ндрович Нестере́нко (укр. Кирило Олександрович Нестеренко; 1 марта 1992, Макеевка, Донецкая область, Украина) — украинский футболист, полузащитник, защитник.

## Биография
Воспитанник донецкого «Металлурга». В детско-юношеской футбольной лиге Украины играл с 2005 года по 2009 год и провёл 74 матча, забив 16 голов.
В 2008 году Нестеренко был переведён в дубль «Металлурга», который выступал в молодёжном первенстве Украины. 1 августа 2008 года Кирилл дебютировал в молодёжном чемпионате в выездном матче против «Кривбасса» (1:2). Нестеренко вышел под 26 номером, заменив на 90-й минуте Игоря Тимченко. В своём первом сезоне в молодёжном чемпионате 2008/09 провёл 20 игр.
В следующем сезоне 2009/10 Кирилл Нестеренко в первенстве дублёров отыграл 19 матчей, в которых получил 2 жёлтые карточки. В сезоне 2010/11 в молодёжном чемпионате провёл 22 матча, забил 2 гола (в ворота «Кривбасса» и «Волыни») и получил 3 жёлтые карточки. В сезоне 2011/12 Кирилл начал играть не только на своей позиции полузащитника, но и на позиции левого защитника. Всего в этом сезоне Нестеренко провёл 22 игры, забил 3 мяча (дубль в ворота «Ворсклы» и один гол «Таврии»), не реализовал 1 пенальти и получил 7 жёлтых карточки.
4 ноября 2012 года дебютировал в Премьер-лиге Украины в выездном матче против одесского «Черноморца» (3:0), Нестеренко вышел на 78 минуте вместо Артёма Барановского. 13 апреля 2013 года провёл свой 100-й матч в молодёжном чемпионате в выездном поединке против киевского «Арсенала» (2:0). 18 мая 2013 года в игре против одесского «Черноморца» (4:0) в чемпионате дублёров Нестеренко получил травму, после которой не играл на протяжении семи месяцев. В молодёжном первенстве 2012/13 сыграл 23 матча, забил 2 гола (в ворота «Волыни» и «Ворскле») и получил 5 жёлтых карточек.
В преддверии старта чемпионата Украины 2013/14 главный тренер донецкого «Металлурга» Юрий Максимов возлагал большие надежды на Кирилла Нестеренко, но в связи с полученной травмой, он пропустил сезон.
Зимой 2014 года главный тренер основной команды «Металлурга» Сергей Ташуев взял Кирилла Нестеренко на два учебно-тренировочных сбора в Турции. В сезоне 2013/14 в молодёжном чемпионате провёл 3 игры. В следующем сезоне 2014/15 за «Металлург» Нестеренко заявлен не был, из-за повторно полученой травмы на колено.
В начале 2015 года перешёл в литовский клуб «Шяуляй».
После травмы разрыва крестообразных связок, из-за двух неудачных операции на колене и длительных реабилитаций, игрок вынужден был закончить карьеру футболиста в 24 года. Дальнейшую карьеру в футболе он решил продолжить, став тренером в своём родном клубе, который воспитал его как футболиста.
С 2016 года тренер молодёжной команды (до 21 года) каменской «Стали». С 2017 года тренер основной команды каменской «Стали».
Кирилл Нестеренко вошёл в историю чемпионата Украины как самый молодой тренер команды УПЛ, на матч 11 тура чемпионата Украины 2017/2018 вывел основную команду, которая, к слову, недавно была признана самой молодой в Европе, каменской «Стали» на поединок против ровенского «Вереса».
9 декабря 2017 года вывел основную команду на матч с «Мариуполем». Из-за дисквалификации главный тренер «Стали» Николай Костов наблюдал за игрой из ложи.
18 июля 2018 года подписал контракт с казахстанским клубом «Шахтёр» (Караганда) и был назначен ассистентом главного тренера Николая Костова.
В конце сезона 2019 года по окончании контракта с клубом «Шахтёр» (Караганда) вернулся домой в Украину. 2020 году повышал квалификацию тренера,
где проходил стажировку в клубе «Шахтёр» (Донецк).
После небольшой паузы и пандемии (COVID-19) в стране и во всём мире в 2021 году телеканал «Футбол 1, 2, 3» пригласил Кирилла Нестеренко экспертом-аналитиком. 2021 год был яркий и плодотворный для Кирилла он участвовал на матчах чемпионата Украины 2021/22 г. и анализировал матчи Евро 2020 года.
В начале 2022 года вернулся в родную тренерскую стихию, подписал контракт, Кирилл Нестеренко вошёл в тренерский штаб клуба «Каспий» (Актау) из чемпионата Казахстана. Главным тренером команды являлся хорошо известный украинским болельщикам по работе в «Карпатах» и донецком «Металлурге» Николай Костов. Ранее специалисты уже работали вместе в каменской «Сталь», «Шахтёр» Караганда, Казахстан.